# مدرع برازيلي
مدرع برازيلي (الاسم العلمي: Tolypeutes tricinctus) (بالإنجليزية: Brazilian Three-banded Armadillo)‏ هو نوع من الحيوانات يتبع جنس المدرع الثلاثي الأحزمة من فصيلة المدرعات المتدثرة وأشباهها.